# Villa Martini Bernardi (Borgo San Lorenzo)
Villa Martini Bernardi si trova in Località Rabatta a Borgo San Lorenzo, Firenze. Si trova a metà strada tra la fine dell'abitato di Borgo San Lorenzo e l'inizio della frazione di Rabatta, al termine di via Caiani e viale Kennedy.

## Storia e descrizione
Il primo accenno storico all'esistenza di Villa Martini Bernardi si trova in un antico contratto di mezzadria risalente ai primi anni del XV secolo, che parla dell'immobile e dei possedimenti attorno ad esso. Si stima quindi che la Villa sia stata ricavata da un convento alla fine del Trecento, per opera della famiglia da Rabatta, discendenti di Messer Forese da Rabatta (Boccaccio, Decamerone, Quinta novella). Fu venduta da questi ai Martini Bernardi con annessa la fattoria nei primi del Settecento, ed in seguito l'immobile fu via via adattato al gusto dei tempi (vedi gli affreschi Impero). 
Nel 1882 Neri Martini Bernardi abbandonò la villa trasformandola in casa fattoria e costruì un'altra villa (villa Martini Bernardi a Votanidi). Durante la seconda guerra mondiale i suoi spazi esterni sono stati utilizzati come centro logistico e di riparazioni per mezzi da trasporto della Wehrmacht. In seguito la Villa è rimasta in stato di semiabbandono fino a quando alla fine del 1980 Emilia Martini Bernardi non l'ha ristrutturata finemente e ceduta suddivisa in appartamenti di pregio.